# هوپل (داکوتای شمالی)
هوپل(به انگلیسی: Hoople) شهری در ایالت داکوتای شمالی کشور ایالات متحده آمریکا است که جمعیت آن در سرشماری سال ۲۰۱۰ میلادی، ۲۴۲ نفر بوده‌است.